# Dương Văn Mạnh
Dương Văn Mạnh (1930 – Tháng 4 năm 1946) là một liệt sĩ thiếu niên trong thời kỳ kháng chiến chống Pháp của Việt Nam. Anh là một trong số ít các thiếu niên được nhà nước Việt Nam phong tặng danh hiệu Anh hùng Lực lượng vũ trang nhân dân.

## Cuộc đời
Dương Văn Mạnh sinh năm 1930 tại ấp Tây, xã Long Phước, thị xã Bà Rịa thuộc tỉnh Bà Rịa – Vũng Tàu. Sau khi hoàn thành bậc tiểu học ở quê nhà, anh lên Sài Gòn theo học trường trung học Lê Bá Cang. Tại trường, anh đã được kết nạp vào tổ chức thanh niên tiền phong. Năm 14 tuổi, Dương Văn Mạnh đã trở thành một liên lạc viên đảm nhiệm việc liên lạc giữa cơ sở cách mạng ở Sài Gòn và Bà Rịa. Sau ngày 23 tháng 9 năm 1945, quân Pháp chiếm đóng Sài Gòn - Gia Định, đàn áp các phong trào cách mạng của học sinh, sinh viên, Dương Văn Mạnh trở lại Bà Rịa và tiếp tục hoạt động trong đội ngũ du kích xã. Thời gian này, anh thường xuyên tổ chức, tham gia các chương trình văn nghệ tuyên truyền, phong trào bình dân học vụ.
Tháng 2 năm 1946, quân Pháp tái chiếm Bà Rịa, dùng lực lượng bộ binh kết hợp với cơ giới để đánh chiếm các khu vực Long Phước, Long Điền, Đất Đỏ. Ngày 9 tháng 3 năm 1946, Đội du kích Quang Trung (tiền thân của lực lượng vũ trang tỉnh sau này) được thành lập tại xã Long Phước, trong đó Dương Văn Mạnh mới 16 tuổi là thành viên trẻ tuổi nhất. Một tháng sau khi thành lập, đội được chia thành hai tiểu đội, phân biệt đóng tại Long Phước và Long Tân. Dương Văn Mạnh đảm nhiệm việc liên lạc của đội.
Trong một lần thực hiện nhiệm vụ giao thư của đội trưởng đội du kích là Hoàng Tiêu cho tiểu đội đang đóng ở xã Long Phước, Dương Văn Mạnh bị hai người lính Lê dương phục kích bắt được. Không chỉ thành công tiêu hủy bức thư trước khi bị phát hiện, anh còn vững vàng chống chọi các cuộc tra tấn, tra khảo của quân lính sau khi bị bắt về đòn. Tra tấn liên tiếp nhiều ngày nhưng không thể khuất phục người cách mạng nhỏ tuổi, quân Lê dương duyết định xử bắn anh ngay sau trận tra tấn dã man cuối cùng. Khi ấy anh chỉ vừa 16 tuổi.
Ngày 23 tháng 7 năm 1997, Dương Văn Mạnh được nhà nước Việt Nam truy tặng danh hiệu Anh hùng Lực lượng vũ trang nhân dân. Ngày nay, tên anh được dùng để đặt cho một trường trung học cơ sở và một công viên ở Bà Rịa – Vũng Tàu.